# Élections législatives caïmaniennes de 2025
Les élections législatives caïmaniennes de 2025 ont lieu le 30 avril 2025 afin de renouveler les membres du Parlement des îles Caïmans, territoire d'outre-mer autonome du Royaume-Uni. Un référendum sur plusieurs objets est organisé le même jour,.
Les résultats voient l'arrivée en tête du Mouvement progressiste du peuple (PPM) avec sept sièges, en progression en terme de voix. Les formations nouvellement créés du Parti de la communauté caïmanienne (TCCP) et du Parti national des îles Caïmans (CINP) remporte quatre sièges chacun et forme un gouvernement de coalition avec trois autres élus indépendants. André Ebanks du TCCP devient Premier ministre.

## Contexte
Les élections législatives d'avril 2021 voient les candidats indépendants remporter douze sièges et le Mouvement progressiste du peuple (PPM) les sept derniers. Un gouvernement est formé par Wayne Panton qui devient le Premier ministre. 
En novembre 2023, douze députés rejoignent le nouveau parti du Mouvement populaire uni (en) (UPM), avec pour cheffe Juliana O'Connor-Connolly qui devient la nouvelle Première ministre. Le 31 octobre 2024, quatre députés de l'UPM démissionnent du gouvernement, amenant à la perte de sa majorité parlementaire. En février et mars 2025, trois des sept députés du gouvernement minoritaire de l'UPM, incluant Juliana O'Connor-Connolly, rejoignent le PPM afin d'espérer leur réélection au scrutin d'avril 2025.

## Système électoral
Le Parlement des îles Caïmans est composé de vingt-et-un membres renouvelés tous les quatre ans, dont dix-neuf élus au suffrage universel direct et deux membres dits ex officio. Les membres élus le sont au scrutin uninominal majoritaire à un tour dans autant de circonscriptions électorales. Viennent s'ajouter à eux le vice-gouverneur et le procureur général, nommé par le gouverneur.

## Campagne
L'UPM annonce qu'elle ne participera pas au scrutin de 2025 et qu'elle se dissoudra. Les quatre anciens membres de l'UPM fondent un nouveau parti politique, le Parti de la communauté caïmanienne (Caymanian Community Party, TCCP), dirigé par André Ebanks.
Le parti d'opposition du PPM, se présente avec Joey Hew — auparavant président du Parlement jusqu'à sa démission — en tant que chef. Le parti présente également l'ancien Premier ministre Alden McLaughlin et l'ancien vice-Premier ministre Moses Kirkconnell.
La nouvelle formation du Parti national des îles Caïmans (Cayman Islands National Party), créé par Dan Scott, un ancien associé directeur régional chez EY, se présente également.

## Résultats
|                          |                                           |        |       |       |        |               |  |  |  |
| Partis                   | Partis                                    | Voix   | %     | +/-   | Sièges | +/-           |  |  |  |
|                          | Mouvement progressiste du peuple (PPM)    | 5 044  | 27,37 | 7,77  | 7      | en stagnation |  |  |  |
|                          | Parti de la communauté caïmanienne (TCCP) | 4 953  | 26,88 | Nv    | 4      | 4             |  |  |  |
|                          | Parti national des îles Caïmans (CINP)    | 3 596  | 19,51 | Nv    | 4      | 4             |  |  |  |
|                          | Indépendants                              | 4 834  | 26,23 | 52,91 | 4      | 8             |  |  |  |
|                          |                                           |        |       |       |        |               |  |  |  |
| Votes valides            | Votes valides                             | 18 427 | 98,74 |       |        |               |  |  |  |
| Votes blancs et nuls     | Votes blancs et nuls                      | 236    | 1,26  |       |        |               |  |  |  |
| Total                    | Total                                     | 18 663 | 100   | –     | 19     | en stagnation |  |  |  |
| Abstentions              | Abstentions                               | 6 943  | 27,11 |       |        |               |  |  |  |
| Inscrits / participation | Inscrits / participation                  | 25 606 | 72,89 |       |        |               |  |  |  |

## Analyse et conséquences

Résultats par circonscription.

Les résultats donnent la victoire au PPM qui progresse nettement en termes de voix, se maintient en tête et remporte à nouveau sept sièges, sans toutefois obtenir de majorité absolue. Le Parti de la communauté caïmanienne (TCCP) et le Parti national (CINP) — tous les deux nouvellement créés — ainsi que les candidats indépendants remportent quatre sièges chacun. L'indépendant Chris Saunders, élu dans la circonscription de Bodden Town West, déclare qu'il ne souhaite travailler qu'avec le PPM.
Le 1er mai, le TCCP et le CINP, rejoints par trois élus indépendants, annoncent la formation d'un gouvernement de coalition baptisé « Coalition nationale pour les Caïmaniens » (National Coalition For Caymanians, NCFC), avec André Ebanks, le chef du TCCP, en tant Premier ministre. Ebanks et son gouvernement prêtent serment le 6 mai 2025, succédant ainsi à Juliana O'Connor-Connolly,.